# Карел Косік
Карел Косік (26 червня 1926 року — 21 лютого 2003 року) — чеський філософ- марксист. У своїй філософській праці «Діалектика конкретного» (1963) Косік представляє оригінальне переосмислення ідей Карла Маркса у світлі феноменології Мартіна Хайдеггера.

## Біографія
Карел Косік народився 26 червня 1926 року в Празі.
З 1 вересня 1943 року до його арешту гестапівцями 17 листопада 1944 року був членом незаконної антигітлерівської комуністичної групи опору Předvoj (The Vanguard) і головним редактором нелегального журналу Boj mladých (Боротьба молоді). Косіка звинувачували у державній зраді та неодноразово допитували. З 30 січня по 5 травня 1945 року він був ув'язнений у концтаборі Терезієнштадт.
З 1945 по 1947 рік Косік вивчав філософію та соціологію в Карловому університеті в Празі. У 1947—1949 роках він відвідував курси в Ленінградському університеті та МДУ в СРСР. Закінчив у 1950 р. у Празі Карлів університет. Він познайомився зі своєю майбутньою дружиною Реженою Гребенічковою (пізніше лауреатом Гердерської премії), від цього шлюбу було троє дітей (Антонін Косік, Ірена Косікова та Штепан Косік). У 1963 році він опублікував свій магнум-опус « Діалектика конкретного", переробку марксистських категорій з точки зору гуманістичної феноменології, що принесло йому міжнародну репутацію філософа гуманістичного марксизму. Під час "Празької весни" 1968 року Косік став провідним голосом демократичного соціалізму. Політична участь призвела до звільнення Косіка з університетської роботи в 1970 році. Він залишався без роботи до 1990 року, коли повернувся до суспільного інтелектуального життя.

## Спадщина
Іспансько-мексиканський марксист Адольфо Санчес Васкес написав у пролозі для мексиканського видання, що вважає Діалектику конкретного «однією з найбагатших у мисленні і найпривабливіших творів, які ми знаємо в марксистській літературі». 
Інститут філософії Академії наук Чехії (CAS) провів конференцію по наукових працях Косіка між 4 і 6 червня 2014 в Празі.  Організатори: Іван Ланда, Ян Мерварт та Йозеф Грим Фейнберг, взяли участь люди з усього світу, які обговорювали вплив думки Косіка на «питання, які актуальні і сьогодні».   Ланда та Мерват працюють над «критичним виданням» «усього, що Косік коли-небудь публікував або писав для друку за життя», включаючи книги, есе та короткі замітки.  Для публікації чеською мовою планується випуск семи томів, із яких три є повними станом на вересень 2016 року: один з нарисів про політичну діяльність та чеських радикальних демократів 1848 року; том нарисів про культуру і політику періоду 1956—1967 рр .; і перевидання « Діалектики конкретного» та філософських нарисів того самого періоду часу.  Крім того, за фінансування CAS Ланда та Мерварт перекладають тексти до опублікованого «всеосяжного англійського тому» про Косіка. 

## Твори
- Čeští radikální demokraté, Praha 1958
- Dialektika konkrétního, Praha 1963, 1965, 1966
  - Англійський переклад: Діалектика конкретного, Дордрехт 1976
- Moral und Gesellschaft, Франкфурт-на-Майні 1968, 1970
- La nostra crisi attuale, Рома 1969, Барселона 1971
- Století Markéty Samsové, 1993, 1995
- Jinoch a death, Praha 1995
- Předpotopní úvahy, Praha 1997
- Poslední eseje, Praha 2004

- «Діалектика конкретної сукупності». Телос [Архівовано 12 червня 2019 у Wayback Machine.] 2 (осінь 1968). Нью-Йорк: Telos Press.